# Melanostoma tumescens
Melanostoma tumescens är en tvåvingeart som beskrevs av Szilady 1940. Melanostoma tumescens ingår i släktet gräsblomflugor, och familjen blomflugor. Inga underarter finns listade i Catalogue of Life.